# Gayton (Northamptonshire)
Gayton is een civil parish in het bestuurlijke gebied South Northamptonshire, in het Engelse graafschap Northamptonshire met 544 inwoners.

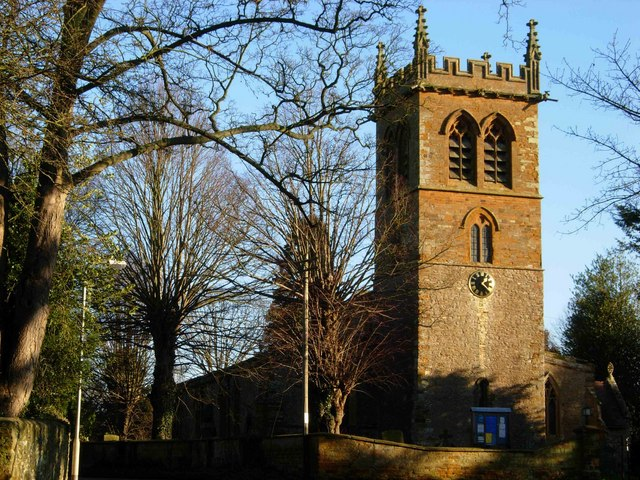
Kerk van Gayton